# Shorttrack op de Olympische Winterspelen 2022 - Relay vrouwen
De 3000 meter relay voor vrouwen tijdens de Olympische Winterspelen 2022 vond plaats op 9 en 13 februari 2022 in het Capital Indoor Stadium in Peking. Regerend olympisch kampioen was Zuid-Korea met shorttrackers Choi Min-jeong, Kim A-lang, Shim Suk-hee, Kim Ye-jin en Lee Yu-bin.

## Tijdschema
| Datum               | Lokale tijd | MET   | Ronde         |
| ------------------- | ----------- | ----- | ------------- |
| woensdag 9 februari | 20:45       | 13:45 | Halve finales |
| zondag 13 februari  | 19:35       | 12:35 | Finales       |

## Uitslag
Legenda:
- ADV = Advance (toevoeging)
- DNF = Did Not Finish
- DNS = Did Not Start
- OR = Olympisch record
- PEN = Penalty
- Q = Directe kwalificatie voor de volgende ronde
- QB = Kwalificatie voor de B-finale (alleen in de halve finales)
- q = Kwalificatie beste twee derde plaatsen (alleen in de kwartfinales)

### Halve finales
Halve finale 1
| # | Naam                                                                    | Land      | Tijd     | Opm. |
| - | ----------------------------------------------------------------------- | --------- | -------- | ---- |
| 1 | Suzanne Schulting Selma Poutsma Xandra Velzeboer Yara van Kerkhof       | Nederland | 4:04,133 | Q    |
| 2 | Han Yutong Qu Chunyu Fan Kexin Zhang Yuting                             | China     | 4:04,383 | Q    |
| 3 | Nikola Mazur Natalia Maliszewska Kamila Stormowska Patrycja Maliszewska | Polen     | 4:17,438 | QB   |
| 4 | Arianna Fontana Cynthia Mascitto Martina Valcepina Arianna Valcepina    | Italië    | 4:17,438 | QB   |

Halve finale 2
| # | Naam                                                                     | Land             | Tijd     | Opm. |
| - | ------------------------------------------------------------------------ | ---------------- | -------- | ---- |
| 1 | Courtney Sarault Florence Brunelle Kim Boutin Alyson Charles             | Canada           | 4:05,893 | Q    |
| 2 | Seo Whi-min Choi Min-jeong Kim A-lang Lee Yu-bin                         | Zuid-Korea       | 4:05,904 | Q    |
| 3 | Sofia Prosvirnova Jekaterina Jefremenkova Elena Seregina Anna Vostrikova | Russische ploeg  | 4:06,064 | QB   |
| 4 | Kristen Santos Corinne Stoddard Maame Biney Julie Letai                  | Verenigde Staten | 4:06,098 | QB   |

### Finale

#### B-finale
| # | Naam                                                                     | Land             | Tijd     | Opm. |
| - | ------------------------------------------------------------------------ | ---------------- | -------- | ---- |
| 5 | Arianna Fontana Martina Valcepina Arianna Sighel Arianna Valcepina       | Italië           | 4:09,688 |      |
| 6 | Nikola Mazur Natalia Maliszewska Kamila Stormowska Patrycja Maliszewska  | Polen            | 4:10,210 |      |
|   | Sofia Prosvirnova Jekaterina Jefremenkova Elena Seregina Anna Vostrikova | Russische ploeg  |          | PEN  |
|   | Kristen Santos Corinne Stoddard Maame Biney Julie Letai                  | Verenigde Staten |          | PEN  |

#### A-Finale
| #      | Naam                                                              | Land       | Tijd     | Opm.             |
| ------ | ----------------------------------------------------------------- | ---------- | -------- | ---------------- |
| Goud   | Suzanne Schulting Selma Poutsma Xandra Velzeboer Yara van Kerkhof | Nederland  | 4:03,409 | Olympisch record |
| Zilver | Seo Whi-min Choi Min-jeong Kim A-lang Lee Yu-bin                  | Zuid-Korea | 4:03,627 |                  |
| Brons  | Qu Chunyu Zhang Chutong Fan Kexin Zhang Yuting                    | China      | 4:03,863 |                  |
| 4      | Courtney Sarault Florence Brunelle Kim Boutin Alyson Charles      | Canada     | 4:04,329 |                  |